# Алекс Герсбах
Александер Джозеф Герсбах (англ. Alexander Joseph Gersbach, нар. 8 травня 1997, Новий Південний Уельс, Австралія) — австралійський футболіст, фланговий захисник французького клубу «Гренобль» та національної збірної Австралії.

## Клубна кар'єра
У 2014 році Алекс Герсбах підписав дворічний контракт з клубом «Сідней». Він був одним з талановитих футболістів країни і дебютував у новому клубі у віці 17 років і трьох місяців.
У січні 2016 року з'явилася інформація, що Герсбах переходить до норвезького «Русенборга». Саме з клубом з Тронгейма Герсбах зумів виграти найбільше трофеїв у своїй кар'єрі. У січні 2018 року Герсбах вирушив у шестимісячну оренду у французький «Ланс». Але по завершенні оренди французький клуб так і не узгодив з футболістом повноцінний контракт.
І вже в січні 2019 року футболіст підписав контракт на 2,5 роки з нідерландським клубом «НАК Бреда». Та вже влітку того року він опинився в Данії, де уклав трирічний контракт з клубом «Орхус».

## Збірна
4 червня 2016 року Алекс Герсбах дебютував у складі національної збірної Австралії.

## Досягнення
Русенборг
 Чемпіон Норвегії(3): 2016, 2017, 2018
 Переможець Кубка Норвегії(2): 2016, 2018
 Переможець Суперкубка Норвегії: 2017